# 지상 최대 맥주배달 작전
《지상 최대 맥주배달 작전》(영어: The Greatest Beer Run Ever)은 2022년 개봉한 미국의 전쟁 드라마 영화이다. 피터 패럴리가 감독과 공동각본을 맡았다.
이 영화는 2022년 9월 13일 토론토 국제 영화제에서 세계 최초로 공개되었고, 2022년 9월 23일 미국 일부 극장에서, 2022년 9월 30일 애플 스튜디오에서 애플 TV+를 통해 개봉되었다. 이 영화는 비평가들로부터 전반적으로 부정적인 평가를 받았다.

## 줄거리
1968년, 해병대 참전 용사이자 선박 노동자인 치키 도노휴는 뉴욕에서 가족과 함께 살고 있다. 그의 여동생 크리스틴은 베트남 전쟁에 강하게 반대한다. 친구 조니가 전사했다는 소식을 듣고 장례식에 참석한 치키는 또 다른 친구 토미가 실종되었다는 것을 알게 된다. 친구들의 사기를 북돋아주고 싶었던 치키는 베트남으로 가서 친구들에게 맥주를 전달하기로 결심한다.
맥주가 가득 담긴 가방을 들고 사이공으로 가는 배에 오른 치키는 헌병 토미 콜린스를 만난다. 콜린스는 위험하다며 만류하지만, 치키는 친구들을 찾아가기로 하고 콜린스는 그의 계획을 돕는다. 현지인 히우의 도움으로 치키는 전쟁에 반대하는 기자들이 있는 카라벨 호텔에 머무르고, 군 호송 차량을 얻어 비엔호아 공군 기지로 이동 후 다낭 기지를 거쳐 LZ 제인에 도착한다. 그곳에서 치키는 1 기병 사단에서 복무 중인 친구 릭 더건을 찾는다. 적의 공격을 무릅쓰고 더건을 만나 맥주를 건네고 함께 전장에서 전투를 치른다. 더건은 또 다른 친구 레이놀즈가 전사했다는 소식을 전한다. 더건과 헤어진 치키는 CIA 요원들에게 붙잡혀 심문을 받고 정글에 버려진다.
정글에서 헤매던 치키는 또 다른 친구 케빈 맥룬을 만나고, 그의 도움으로 플레이쿠까지 이동한다. 맥룬은 치키를 헬기에 태워 보내고 치키는 그에게 맥주를 던져준다. 사이공에 돌아온 치키는 배가 떠났다는 사실을 알고 미국 대사관으로 향한다. 그곳에서 도움을 받아 마닐라행 비행기를 예약하고, 카라벨 호텔로 돌아와 기자들에게 자신이 LZ 제인에 다녀왔다는 증거 사진을 보여준다. 갑작스러운 구정 공세로 사이공이 공격당하는 와중에 치키는 히우가 공격에 휘말려 죽는 것을 목격한다. 다음 날, 치키는 사진작가 아서 코츠와 함께 미 대사관 공격 현장을 돌아보고, 롱빈 기지에서 부상당한 마지막 친구 바비 파파스를 만나 토미 미노그의 죽음을 확인한다.
전쟁에 대한 새로운 시각을 갖게 된 치키는 고향으로 돌아와 전쟁 영웅들을 기리는 공원에서 여동생과 마지막 맥주를 나눈다. 영화는 콜린스, 더건, 맥룬, 파파스가 전쟁에서 살아 돌아왔고, 치키는 뉴욕 시의 건설 노동조합에서 오랫동안 일했다는 사실을 보여주며 마무리된다. 마지막 장면은 현대에 모여 술을 마시는 친구들의 사진으로 끝맺는다.

## 출연진
- 잭 에프론 - 존 "치키" 도너휴 역
- 러셀 크로 - 코츠 역
- 빌 머리 - 대령 역
- 제이크 피킹 - 릭 더건 역
- 윌 롭 - 케빈 매클룬 역
- 아치 리노 - 보비 파파스 역
- 카일 앨런 - 토미 콜린스 역
- 루시 애슈번 서키스 - 크리스틴 역
- 맷 쿡 - 해버쇼 중위 역
- 오마리 K. 챈슬러 - 에릭슨 역
- 윌 호크먼 - 토미 미노그 역
- 고야 로블레스 - 알메이다 역
- 케빈 K. 크랜 - 오클라호마 역
- 샘 헐리 - 군인 역